# Hessel Station
Hessel Station er en letbanestation ved Hessel i den sydvestlige del af byen Grenaa på Djursland i Østjylland. Stationen ligger på Grenaabanen mellem Aarhus og Grenaa, der siden 2019 er en del af Aarhus Letbane.

## Historie
Hessel Station blev etableret i forbindelse med Grenaabanens ombygning til letbane for at betjene en række virksomheder og boligområder. Grenaabanen genåbnede som letbane 30. april 2019, men stationen måtte dog afventer en godkendelse, før den også kunne tages i brug. Den forelå et par måneder senere, hvorefter stationen kunne åbne for driften 9. juli 2019.